# Peter Kagerbauer
Peter Kagerbauer (* 3. Februar 1808 in Eidenberg (Wegscheid); † 16. Mai 1873 in Wien) war ein österreichischer Jurist. Kagerbauer war von Mai 1848 bis April 1849 Mitglied der Frankfurter Nationalversammlung.

## Leben
Kagerbauer wurde als Sohn eines österreichischen Zollbeamten geboren. Er besuchte das Gymnasium in Salzburg und studierte von 1828 bis 1832 Rechtswissenschaften an der Universität Wien. Ab Oktober 1832 war er Auskultant des Stadt- und Landrechts in Salzburg. Am Landesgericht Salzburg übernahm er 1843 die Stellung eines Kriminalaktuars sowie Ratsprotokollisten und wurde dort 1845 zum Stadt- und Landrat befördert.
1848 kandidierte Kagerbauer zur Wahl für die Frankfurter Nationalversammlung und wurde im 1. Wahlkreis Österreich ob der Enns und Salzburg / Linz als Abgeordneter gewählt. Ab dem 18. Mai 1848 wurde er als solcher in der Frankfurter Paulskirche geführt. Gleichzeitig studierte er bei den Gerichten in Mainz und Köln das neue mündliche und öffentliche Gerichtsverfahren. Im Parlament blieb er offiziell fraktionslos, stimmte aber oftmals mit dem Rechten Centrum. Bei der Wahl von Friedrich Wilhelm IV. zum Deutschen Kaiser stimmte er mit nein. Im Juni 1848 gehörte er zum Ausschuss zur Begutachtung der österreichisch-slawischen Frage. Am 17. April 1849 legte sein Mandat nieder.
Noch 1849 wurde Kagerbauer Mitglied der Gerichtsorganisationskommission für Oberösterreich und Salzburg und arbeitete ein Jahr später bei der Organisation und Einführung der Staatsanwaltschaften in beiden Kronländern mit. 1850 wurde er zum Oberlandesgerichtsrat und fungierenden Staatsanwalt in Linz ernannt. Von 1850 bis 1854 war er Mitglied im Gemeinderat der Stadt Linz und erwarb sich große Verdienste bei der Förderung des Volksschulunterrichts und bei der Regelung der juristischen Angelegenheiten der Gemeindeverwaltung. Zum Dank ernannte ihn die Landeshauptstadt 1854 zum Linzer Ehrenbürger.
1854 wurde Kagerbauer Kreisgerichtspräsident in Ried im Innkreis. Ab 1856 war er Oberlandesgerichtsrat in Wien und wurde dort 1862 zum Oberstaatsanwalt ernannt. In Wien arbeitete er bei der Reorganisierung der vom Justizministerium übernommenen Provinzialstrafanstalten mit. Er war Mitarbeiter in zahlreichen juristischen Kommissionen, so unter anderem 1861 im Komitee zur Beurteilung der revidierten Strafprozessordnung, 1862 in der Ministerialkommission zur Beratung eines Entwurfes der Zivilprozessordnung und 1865 in der Kommission des Justizministeriums zur Beratung eines neuen Strafgesetzes. Außerdem wurde er 1861 ständiges Mitglied in der Landeskommission für Personalangelegenheiten der Bezirksämter und 1862 Prüfungskommissar der juristischen Staatsprüfungskommission in Wien, zu deren ersten Vizepräsidenten er 1866 ernannt wurde. Für seine Verdienste erhielt er am 7. Juli 1865 den Rang und Charakter eines Hofrates und am 14. November 1868 den Titel eines Hofrates beim Obersten Gerichts- und Kassationshof. Auf eigenen Wunsch wurde er am 26. Februar 1873 pensioniert.
Peter Kagerbauer starb am 26. Mai 1873, im Alter von 65 Jahren, in Wien. Er war seit dem 22. April 1854 Ritter des Franz-Joseph-Ordens.